# Josef Kleffner
Josef Kleffner (* 10. November 1890 in Hagen, Westfalen; † 15. März 1966 in Dortmund) war ein deutscher Politiker und von 1950 bis 1966 Abgeordneter im nordrhein-westfälischen Landtag sowie im Jahr 1945 und von 1949 bis 1952 Bürgermeister sowohl der Stadt Hemer als auch des gleichnamigen Amtes. Er gehörte zu den Gründungsmitgliedern der CDU Nordrhein-Westfalen.

## Leben
Nachdem Josef Kleffner das Abitur abgelegt hatte, studierte er Philosophie, Deutsch und Französisch in Münster und Freiburg. Seit 1914 war er Mitglied der katholischen Studentenverbindung AV Arminia Münster. 1919 bestand er das Staatsexamen, so dass er ab 1924 als Studienrat in Hemer arbeiten konnte.

## Politik
Bis zu deren Auflösung 1933 gehörte Josef Kleffner der Zentrumspartei an. Nach dem Zweiten Weltkrieg wirkte er als Mitbegründer der CDU mit und wurde Ortsvorsitzender der Partei in Hemer und Kreisvorsitzender im Kreis Iserlohn. Als stellvertretender Vorsitzender arbeitete er in der Arbeitsgemeinschaft der Städte und Gemeinden des Kreises Iserlohn mit.
Die US-Truppen setzten Josef Kleffner 1945 als Bürgermeister der Stadt und des Amtes Hemer ein. Im Oktober folgte ihm Heinz Hoose, da er nach preußischen Traditionen als Studienrat kein politisches Amt belegen sollte. Vier Jahre später wurde er wieder zum Stadtbürgermeister gewählt und behielt dieses Amt bis 1952. Auch die Stelle als Amtsbürgermeister trat er noch ein zweites Mal an. 1961 wurde er in dieses Amt gewählt, das er bis zu seinem Tod 1966 behielt.
Schon 1950 zog der CDU-Politiker in den zweiten nordrhein-westfälischen Landtag ein. Er gewann den Wahlkreis Iserlohn-Stadt und -Land-Ost noch drei weitere Male, bevor er am 12. März 1966, drei Tage vor seinem Tod, aus dem Landtag ausschied. Vor den Landtagswahlen 1958 warf ihm der Hemeraner FDP-Bürgermeister Karl Bode vor, Mitglied der SS gewesen zu sein. Kleffner erwirkte eine einstweilige Verfügung und erstellte Anzeige wegen Verleumdungs. Bei der folgenden Hauptverhandlung, konnte Bodes Behauptung nicht endgültig bewiesen werden, wenngleich vier Zeugen gegen Kleffner aussagten.
Anfang 1963 wurde Josef Kleffner das Große Bundesverdienstkreuz verliehen.